# Mairie d'Uijeongbu (métro d'Uijeongbu)
Mairie d'Uijeongbu (en coréen 의정부시청역) est une station de la ligne U du métro d'Uijeongbu. Elle est située sur l'Uijeong-ro sur le territoire d'Uijeongbu, importante ville de la banlieue nord-ouest de la capitale Séoul, dans la province Gyeonggi en Corée du Sud.

## Situation sur le réseau

Plan du réseau (2023).

La station aérienne Mairie d'Uijeongbu, sur l'unique ligne (ligne U) du métro d'Uijeongbu, de type VAL, est située entre la station LRT Uijeongbu, en direction du terminus ouest Balgok, et la station Heungseon, en direction du terminus est Plateforme temporaire de dépôt de véhicules.

## Histoire
La station Mairie d'Uijeongbu est mise en service le 1er juillet 2012, lors de l'ouverture à l'exploitation des 11,1 km de l'unique ligne, dite ligne U, du métro d'Uijeongbu du type Véhicule automatique léger (VAL),.

## Services aux voyageurs

### Accès et accueil
La station est accessible de part et d'autre de la voie Uijeong-ro par deux escaliers et deux ascenseurs qui permettent de rejoindre la plateforme intermédiaire avec toilettes et automates pour l'achat des titres de transport. De cette plateforme, deux escaliers et deux ascenseurs permettent de rejoindre les deux quais de la station équipés de portes palières.

### Desserte
Uijeongbu est desservie de 5h à 24h, à une fréquence qui varie en fonction des périodes, par les rames automatiques du métro d'Uijeongbu.

### Intermodalité
Des parcs pour les vélos sont installés près des escaliers. A proximité des arrêts de bus sont desservis par les lignes 3, 12, 133, 206, 207, 207-1, 208-2, 7200 et 7300.